# 史蒂芬妮娅·利伯拉卡基斯
史蒂芬妮娅·利伯拉卡基斯（希臘語：Στεφανία Λυμπερακάκη，2002年12月17日—），藝名Stefania，荷蘭女歌手、配音員和YouTuber。她是女子組合Kisses的前成員，該組合代表荷蘭參加了2016 年歐洲歌唱大賽。2020年，她憑藉歌曲〈Supergirl〉獲選為代表希臘參加2020年歐洲歌唱大賽，但後來由於COVID-19而取消該年比賽。2021年再度參賽，憑歌曲〈Last Dance〉贏得第十名。

## 生平
史蒂芬妮婭出生成長於荷蘭烏得勒支。她的父母都是希臘人。